# Binau
Binau település Németországban, azon belül Baden-Württembergben. Lakosainak száma 1354 fő (2023. december 31.).

## Népesség
A település népessége az elmúlt években az alábbi módon változott:
| Lakosok száma | 417  | 363  | 890  | 1210 | 1357 | 1301 | 1341 | 1377 | 1343 | 1354 |
|               | 1852 | 1939 | 1966 | 1974 | 1982 | 1989 | 1997 | 2005 | 2013 | 2023 |